# Eucalanus elongatus
Eucalanus elongatus is een eenoogkreeftjessoort uit de familie van de Eucalanidae. De wetenschappelijke naam van de soort is voor het eerst geldig gepubliceerd in 1848 door Dana.